# Bill Moyers
Bill Don Moyers (Hugo, 5 de junho de 1934 – Nova Iorque, 26 de junho de 2025), conhecido também como Bill Moyers, foi um jornalista, crítico e comentarista norte-americano. Além do mais, ele foi secretário de imprensa da Casa Branca (cargo também conhecido como porta-voz da Casa Branca) entre os anos de 1965 e 1967, durante o governo do presidente Lyndon B. Johnson. 
Bill trabalhou na televisão entre as décadas de 1970 e 1980 apresentando o seu programa Bill Moyers Journal, na rede pública americana PBS. Outro programa foi a série de entrevistas com Joseph Campbell com o título: "Joseph Campbell and the Power of Myth", que deu origem ao livro: "O Poder do Mito".

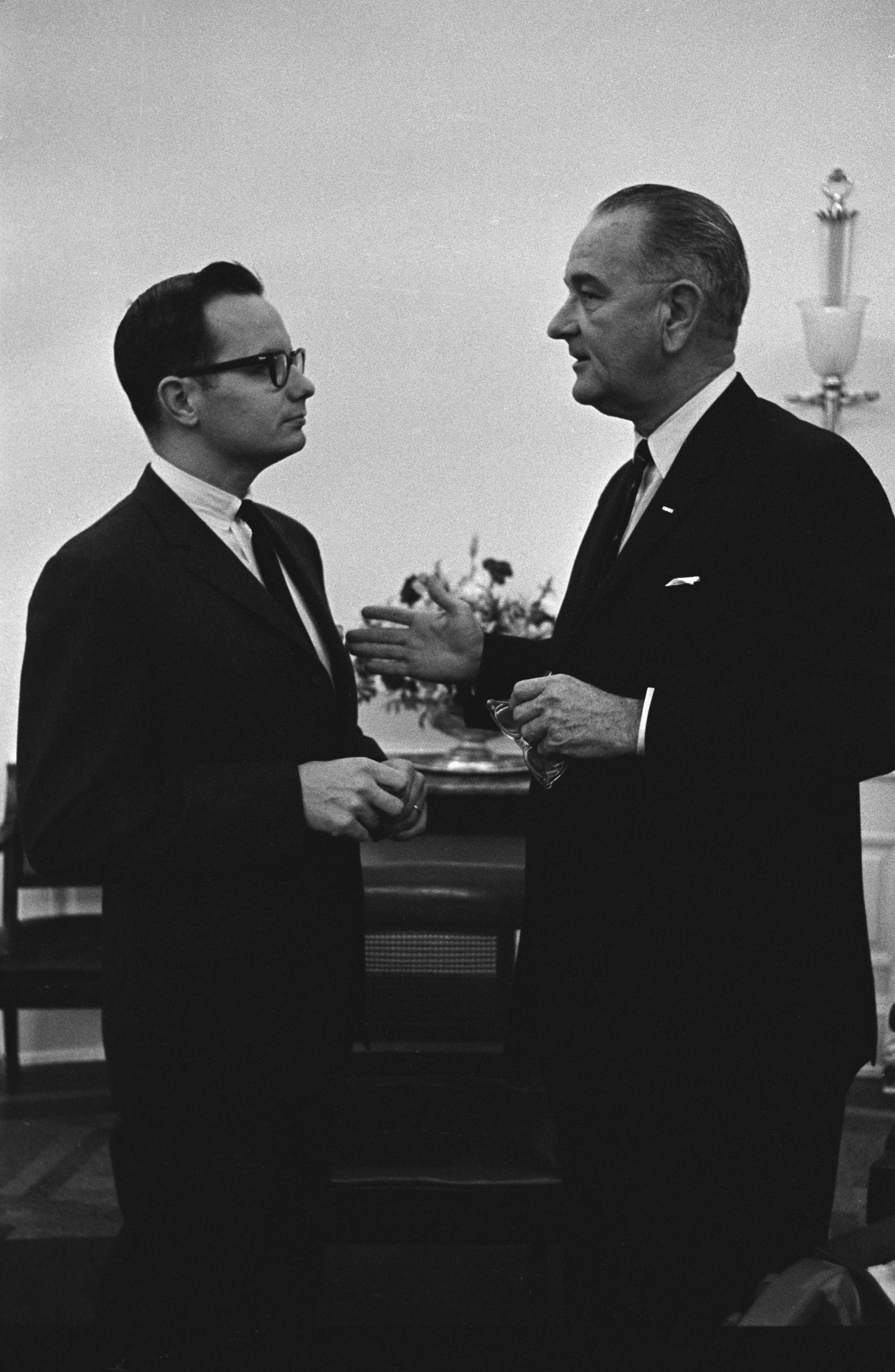
Presidente Johnson (à direita) se reúne com especial assistente, Bill Moyers, na Casa Branca, Salão Oval, em 1963.

## Vida e carreira

### Primeiros anos e educação
Bill Moyers nasceu em Hugo, Oklahoma, filho de John Henry Moyers, um trabalhador, e Ruby Moyers.
Ele cresceu em Marshall, Texas e começou sua carreira de jornalista aos 16 anos de idade, como aprendiz de repórter no Marshall News Messenger. Na faculdade, estudou jornalismo na North Texas State College em Denton, Texas. Em 1954, o então senador dos EUA, Lyndon B. Johnson, contratou-o como estagiário e, eventualmente, promoveu-o para gerenciar sua correspondência pessoal. Logo depois, Bill transferiu-se para a Universidade do Texas em Austin, onde ele escreveu para o Daily Journal. Em 1956, obteve o grau de bacharelado em Jornalismo. Durante este período em Austin, ele atuou como editor-assistente de notícias na rádio KTBC e em emissoras de televisão de propriedade de Lady Bird Johnson, esposa do então senador Johnson. Durante o ano letivo de 1956-1957, Bill estudou as questões da Igreja e do Estado na Universidade de Edimburgo, na Escócia. Em 1959, concluiu o mestrado no Seminário Teológico Batista do Sudoeste dos Estados Unidos (SWBTS) em Fort Worth, Texas. Ademais, ele serviu como Diretor de Informação, enquanto estava na SWBTS. Também foi pastor batista em Weir, Texas.
Bill planejou entrar no programa de Doutorado em Filosofia em Estudos Americanos da Universidade do Texas. Durante a tentativa malsucedida do Senador Johnson, de nomeação para as primárias pelo Partido Democrata (Estados Unidos) em 1960, Moyers serviu como assessor, e na campanha geral, ele atuou como elo entre o candidato a Vice-Presidente Democrata Johnson e o candidato a Presidente, o Senador John F. Kennedy

### Governos Kennedy e Johnson
Durante a Administração Kennedy, Moyers foi nomeado diretor associado de relações públicas para o recém-criado Corpo da Paz em 1961. Ele atuou como Vice-Diretor no período de 1962 a 1963. Quando Lyndon B. Johnson assumiu o cargo após o Assassinato de John F. Kennedy, Moyers tornou-se um assistente especial de Johnson, a partir de 1963. Desempenhou um papel fundamental na organização e supervisão de forças-tarefas legislativas de 1964 e foi o principal arquiteto da campanha presidencial de Johnson em 1964, ano a partir do qual se tornou chefe de gabinete da Casa Branca. A partir de julho de 1965, ele também assumiu a função de secretário de imprensa da Casa Branca (ou do departamento de imprensa da Casa Branca), permanecendo nos dois cargos até a janeiro de 1967. Moyers atuou como chefe informal do presidente, da equipe de outubro de 1964 até 1966. 
Em 1964, após a demissão do chefe de equipe da Casa Branca, Walter Jenkins, por conta de um delito sexual na corrida eleitoral à presidência dos EUA, o presidente Lyndon B. Johnson alarmou que a oposição estaria enquadrando a questão como uma violação de segurança. Ele ordenou Moyers a solicitar verificações de nomes junto ao FBI, de 15 membros da equipe de Goldwater, para encontrar material "depreciativo" sobre sua vida pessoal no Departamento de Justiça dos EUA. Foi encontrada uma infração de trânsito, da qual, Goldwater apenas se referiu ao incidente Jenkins fora do registro.
Em 2005, Laurence Silberman afirmou que Moyers se negou a escrever o memorando em um telefonema de 1975.

### Morte
Em 26 de junho de 2025, Moyers morreu em um hospital de Manhattan, Nova Iorque, devido a complicações relacionadas ao câncer de próstata.

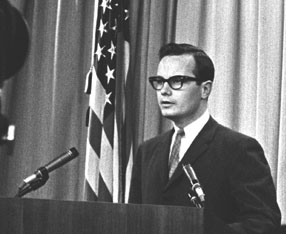
Bill Moyers dando uma conferência de imprensa na Casa Branca, em 1965.

## Livros
- Listening to America: A Traveler Rediscovers His Country (1971), Harper's Magazine Press, ISBN 0-06-126400-8
- The Secret Government: The Constitution in Crisis: With Excerpts from an Essay on Watergate (1988), coauthor Henry Steele Commager, Seven Locks Press, hardcover: ISBN 0-932020-61-5, 1990 reprint: ISBN 0-932020-85-2, 2000 paperback: ISBN 0-932020-60-7; examines the Iran-Contra affair
- The Power of Myth (1988), host: Bill Moyers, author: Joseph Campbell, Doubleday, ISBN 0-385-24773-7
- A World of Ideas: Conversations with Thoughtful Men and Women About American Life Today and the Ideas Shaping Our Future (1989), Doubleday, hardcover: ISBN 0-385-26278-7, paperback: ISBN 0-385-26346-5
- A World of Ideas II: Public Opinions from Private Citizens (1990), Doubleday, hardcover: ISBN 0-385-41664-4, paperback: ISBN 0-385-41665-2, 1994 Random House values edition: ISBN 0-517-11470-4
- Healing and the Mind (1993), Doubleday hardcover: ISBN 0-385-46870-9, 1995 paperback: ISBN 0-385-47687-6
- The Language of Life: A Festival of Poets (1995). Doubleday hardcover: ISBN 0-385-47917-4; 1996 paperback: ISBN 0-385-48410-0, conversations with 34 poets
- Genesis: A Living Conversation (1996), Doubleday hardcover: ISBN 0-385-48345-7, 1997 paperback: ISBN 0-385-49043-7
- Sister Wendy in Conversation with Bill Moyers: The Complete Conversation (1997), WGBH Educational Foundation, ISBN 1-57807-077-5
- Fooling with Words: A Celebration of Poets and Their Craft (1999), William Morrow, hardcover: ISBN 0-688-17346-2; 2000 Harper paperback: ISBN 0-688-17792-1
- Moyers on America: A Journalist and His Times (2004), New Press, ISBN 1-56584-892-6, 2005 Anchor paperback: ISBN 1-4000-9536-0; twenty selected speeches and commentaries, interview with Terri Gross on Fresh Air.[13]
- Moyers on Democracy (2008), Doubleday, ISBN 978-0-385-52380-6
- Bill Moyers Journal: The Conversation Continues (2011), New Press